# Wikipédia en frison occidental
Wikipédia en frison occidental (en frison occidental : Frysktalige Wikipedy) est l’édition de Wikipédia en frison occidental, langue frisonne parlée dans la province de Frise aux Pays-Bas. L'édition est lancée le 2 septembre 2002. Son code est : fy.
Au 20 mars 2025, l'édition en frison occidental contient 56 361 articles et compte 52 607 contributeurs, dont 74 contributeurs actifs et 8 administrateurs.

## Présentation
Les langues frisonnes sont les suivantes :
- Le frison occidental (frysk), parlée en Frise aux Pays-Bas ;
- Le frison oriental (seeltersk), en Saterland en Basse-Saxe en Allemagne. Ses locuteurs le nomment simplement saterlandais. L'édition de Wikipédia en frison oriental est lancée en 2008 et compte 4 128 articles ;
- Le frison septentrional (frasch, freesk, friisk), en Schleswig-Holstein en Allemagne. Il est divisé en dix dialectes dont l'intercompréhension est difficile. L'édition de Wikipédia en frison septentrional est lancée en 2010 et compte 20 220 articles.

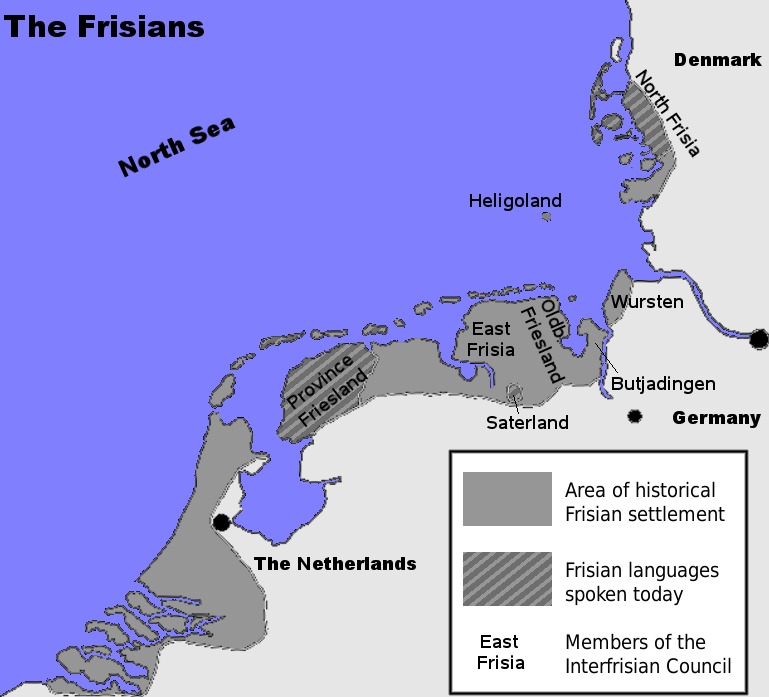
Aire de diffusion historique des langues frisonnes.
Aire de diffusion actuelle des langues frisonnes.
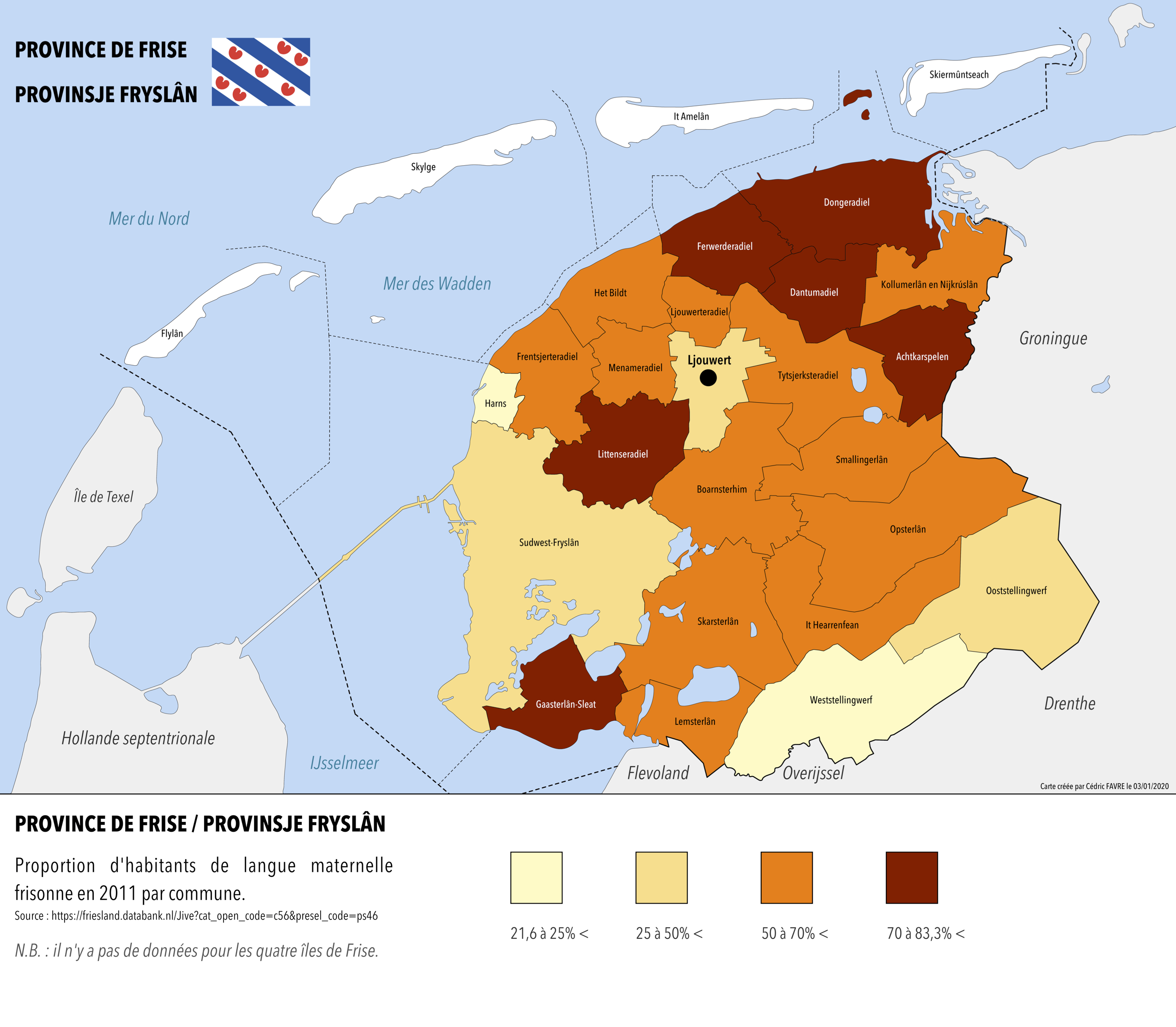
Aire de diffusion du frison occidental.

## Statistiques
- En mai 2011, l'édition en frison occidental compte quelque 20 000 articles et 8,534 utilisateurs enregistrés.
- Le 31 mai 2016, elle compte 33 939 articles.
- Le 29 septembre 2022, elle contient 49 513 articles et compte 43 816 contributeurs, dont 74 contributeurs actifs et 8 administrateurs.
- Le 28 août 2024, elle contient 54 271 articles et compte 50 610 contributeurs, dont 76 contributeurs actifs et 8 administrateurs.